# Parapsoríase
Parapsoríase (do grego para, próximo a) são doenças crônicas da pele caracterizadas por sua similaridade com as lesões avermelhadas (eritematosas) e descamativas da psoríase. A biópsia da pele revela se é psoríase ou parapsoríase. .
O diagnóstico correto é importante porque ao contrário da psoríase, alguns tipos de parapsoríase podem evoluir para um linfoma cutâneo de células T. 

## Tipos
Divide-se a parapsoríase em dois grupos:
1. Parapsoríase em Gotas: a fase aguda também é chamada síndrome de Mucha-Habermann ou pitiríase liquenoide. É caracterizada por erupção rápida de pequenas lesões acastanhadas com centro contendo crostas (necróticas), um pouco de descamação e cicatrizes.
2. Parapsoríase em Pequenas Placas: são mais avermelhadas, menores que 5 cm, sem atrofia, localizadas no tronco.
3. Parapsoríase em Grandes Placas: placas persistentes, levemente avermelhas e escamativas, localizadas no tronco e nádegas. Pode evoluir em alguns anos para linfoma.
4. Papulose linfomatoide: doença rara (afeta entre 1 e 2 em cada milhão de habitantes) muito similar ao Linfoma anaplásico de grandes células.[3]